# Rumänischer Steinbeißer
Der Rumänische Steinbeißer (Sabanejewia romanica) ist eine benthische Süßwasserfischart aus der Familie Cobitidae (Steinbeißer) innerhalb der Ordnung der Cypriniformes (Karpfenartige).

## Verbreitung, Lebensraum und Biologie
Die Art kommt nur in Rumänien vor und ist im Einzugsgebiet der Donau beheimatet. So wurde sie in den Flusssystemen Argeș, Olt, Jiu, Mureș und Tapolitza nachgewiesen.
Der Rumänische Steinbeißer bevorzugt Flussabschnitte mit mittlerer bis hoher Fließgeschwindigkeit, sandigen Untergrund und klares Wasser. Hier sucht der den Boden nach Würmern und Insektenlarven ab, die ihm als Nahrung dienen. Er laicht zwischen Mai und Juli.
Die Art wird von der IUCN aufgrund zunehmender Wasserverschmutzung und der Errichtung von Staudämmen entlang der Flusssysteme als „potenziell gefährdet“ eingestuft.

## Merkmale
Sabanejewia romanica erreicht eine Maximallänge von 12 cm, die meisten Exemplare sind jedoch 8–10 cm lang. Charakteristisch für die Art ist ihre Zeichnung. An den Körperflanken befindet sich eine mittige Reihe von 8 bis 13 dunklen, oft horizontal verlängerten Flecken, die durch eine feine, schwarze Linie verbunden sind. Die in der Gattung häufig auftretenden schwarzen Punkte an der Schwanzflossenbasis sind nur schwach ausgebildet.